# Піта Тауфатофуа
Піта Ніколас Тауфатофуа (англ. Pita Nikolas Taufatofua; нар. 5 листопада 1983 р.) — спортсмен з дисципліни тхеквондо з Тонги та лижник, який живе в Австралії. Тауфатофуа став широко відомим після того, як він з'явився на церемонії відкриття літніх Олімпійських ігор 2016 року змащений кокосовою олією і без сорочки, кадри стали вірусними. Він був прапороносцем Тонги на Олімпійських іграх 2016, Зимових Олімпійських іграх 2018 та Олімпійських іграх 2020.

## Раннє життя
Тауфатофуа народився в Австралії 5 листопада 1983 р. і виріс у Тонзі. Він відвідував школу Tonga Side і середню школу, і закінчив лютеранський коледж Святого Петра в Брисбені 2000 року. Його батько — тонганець, а мати — австралійка британського походження. Він почав займатись тхеквондо у віці п'яти років. Його дитинство включало такі традиційні тонганські заходи, як суботнє збирання маніоки на фермі.

## Спортивна кар'єра

### Кар'єра тхеквондо
Протягом своєї кар'єри він пережив, за одним рахунком, «шість зламаних кісток, три розірвані зв'язки, три місяці на інвалідному візку, півтора року на милицях і сотні годин фізіотерапії».
На Олімпійському кваліфікаційному турнірі з тхеквондо Океанії 2016 року в лютому в Порт-Морсбі, Папуа-Нова Гвінея, він виграв свій півфінал 4-3, перш ніж виграти у фіналі проти 15-го рейтингу бійця у світі, який пройшов кваліфікацію на Олімпійські ігри 2016 року. Раніше він двічі намагався претендувати на Олімпіаду. Він був першим спортсменом з Тонги, який виступав на Олімпіаді з тхеквондо. Він був прапороносцем Тонги на церемонії відкриття.

#### Літні Олімпійські ігри 2016 року
Тауфатофуа виступив носієм прапора Тонги на Параді країн під час церемонії відкриття Олімпійських ігор, яка відбулася 5 серпня 2016 року в Ріо-де-Жанейро, Бразилія. Під час параду на ньому не було нічого, крім таовала (тонганський килимок, який обмотується навколо талії), обличчя та тулуб якого виглядали помітно блискучими. Спочатку багато хто припускав, що він сильно потіє, але стало очевидним, що він наніс велику кількість олії на тулуб. Без сорочки, змащений олією Тауфатофуа завоював собі популярність у соціальних мережах, оскільки кадри його появи стали вірусними.
Під час турніру з тхеквондо, Тауфатофуа був вилучений у своєму першому поєдинку з іранцем Саджадом Мардані, як тільки рахунок переріс до 16-1. Тауфатофуа виступив на церемонії закриття ігор, з'явившись після музичного номера в тому самому костюмі, який він носив під час Параду Країн.

#### Літні Олімпійські ігри 2020 року
Тауфатофуа очолив свою країну на церемонії відкриття Олімпійських ігор 2020 року, знову без сорочки та змащений; однак цього разу він мав співпрапорця Малію Пасеку, яка також бере участь у тхеквондо.

### Кар'єра лижника
У грудні 2016 року Тауфатофуа опублікував відео, в якому оголосив про свої плани тренуватися та брати участь у лижних змаганнях. Він почав вивчати форму та техніку, переглядаючи відео YouTube про професійні перегони. У січні 2018 року Wall Street Journal повідомив, що він був на відстані одних перегонів від кваліфікації на зимові Олімпійські ігри 2018 року в Пхенчхані, виконавши більшість своїх кваліфікаційних вимог у перегонах на роликових лижах і потребуючи лише остаточного кваліфікаційного часу на снігу. Тауфатофуа об'єднав зусилля з лижниками Германом Мадрасо з Мексики та Йонатаном Фернандесом з Чилі, щоб сформувати незалежну тренувальну групу, яка орендувала в Австрії кабіну для тренувань на снігу та спільних поїздок на перегони. Після повільного фінішу в семи снігових перегонах протягом січня 2018 року, останньою можливістю Тауфатофуа були перегони 20 січня в Ісафіордюр, Ісландія. Тауфатофуа, Мадрасо та Фернандес ледь не пропустили перегони через перекриття доріг від хуртовин та лавин, але врешті-решт Тауфатофуа домігся кваліфікації на зимові Олімпійські ігри 2018 року в перегонах Ісландії в останній день кваліфікаційного періоду. Він є другим тонганцем, який брав участь у зимових Олімпійських іграх, після лугера 2014 року Бруно Банані.

#### Зимові Олімпійські ігри 2018 року
Бувши єдиним представником Тонги на зимових Олімпійських іграх 2018 року, Тауфатофуа знову був прапороносцем своєї країни на Параді країн Олімпійських ігор 2018 року. Попри те, що температура була нижче нуля — і перед церемонією заявивши ЗМІ, що він не буде ходити без сорочки — він знову не носив нічого, крім традиційного килима таовала, обмотаного навколо талії, оголюючи змащені груди та тулуб.
У п'ятницю, 16 лютого 2018 року, він завершив перегони на 15 км вільним стилем, посівши 114 місце зі 119 лижників.

### Каное
У квітні 2019 року повідомлялося, що Тауфатофуа спробує претендувати на літні Олімпійські ігри 2020 року, цього разу на спринтерському каное. Він сказав Бі-Бі-Сі: «Це вид спорту, який мені лежить на душі, як це робили мої предки тисячі років, коли колонізували полінезійські острови». Тауфатофуа сподівався потрапити в єдиноборство (К-1) на 200-метровій байдарці.
На чемпіонаті світу зі спринту на байдарках і каное в Угорщині в серпні 2019 року Тауфатофуа фінішував останнім у своєму першому турі. Для того, щоб претендувати на Олімпійські ігри 2021 року, йому довелося б виграти дистанцію K-1 на 200 метрів на континентальній кваліфікації Океанії в лютому 2020 року. Ця спроба була невдалою.
Однак у лютому 2020 року він здобув право на літні Олімпійські ігри 2020 року з тхеквондо, після того, як виграв золото в М + 80 кг, його друге олімпійське змагання з цього виду спорту.

## Особисте життя
Тауфатофуа виріс разом з батьками та шістьма братами та сестрами в однокімнатному будинку на Тонзі, який сім'я втратила в тропічному штормі. Ставши дорослим, він розподіляє час між рідною країною та Брисбеном, Австралія. Тауфатофуа — посол ЮНІСЕФ і проводить час, працюючи з благодійними організаціями, які займаються безпритульністю, в тому числі в Сандгейт-гаузі, навчаючи безпритульних дітей розвивати навички самостійного життя. Він також працює над підвищенням обізнаності щодо глобального потепління, яке загрожує його острівній державі Тонга.
Він має інженерну освіту і станом на 2016 рік працює над магістерським рівнем. Він також працював моделлю, починаючи з вісімнадцяти років.